# Армен Геворкян
Армен Геворкян (вірм. Արմեն Գևւորգյան) — вірменський боксер, призер чемпіонату Європи серед аматорів.

## Аматорська кар'єра
На чемпіонаті Європи 1993 Геворкян здобув дві перемоги, а в півфіналі програв Нурхану Сулейман-огли (Туреччина) — 3-12 і отримав бронзову медаль.
На чемпіонаті світу 1995 здобув одну перемогу, а в 1/16 фіналу програв Нордіну Муши (Франція) — RSC 2.